# Yoshio Kawai
Yoshio Kawai (jap. 河合 義雄 Kawai Yoshio; ur. 27 marca 1954) – japoński seiyū związany z Arts Vision. Występował zarówno w serialach anime jak i w tokusatsu.

## Wybrane role

### Anime
- 1982: Chōjikū Yōsai Macross – Haruaki Matsumoto
- 1983: Kapitan Jastrząb – Kōzō Kira
- 1992: Uchū no kishi Tekkaman Blade – oficer sztabowy
- 1992: Czarodziejka z Księżyca –
  - szef (odc. 3),
  - Doktor Gia,
  - Sailor Doctor
- 1993: Slam Dunk – trener z Akademii Aiwa
- 1994: Kidō Butōden G Gundam – Kennedy Grahman
- 2001: Geneshaft – Asimov
- 2002: MegaMan NT Warrior – Bengel

### Tokusatsu
- 1987: Hikari Sentai Maskman – Skull Doguler (odc. 5)
- 1988: Chōjū Sentai Liveman – Hihi Zuno (odc. 11)
- 1989: Kōsoku Sentai Turboranger – Inugami Boma (odc. 25)
- 1990: Chikyū Sentai Fiveman –
  - Torarugin (odc. 3),
  - Galactic Ninja Batzlergin (odc. 24),
  - Samejigokugin (odc. 34),
  - Kamerezarugin (odc. 41),
  - TeranoTVgin (odc. 43)
- 1991: Tokkyū Shirei Solbrain – Para brain A320 (odc. 1)
- 1991: Chōjin Sentai Jetman – Majin Mu (odc. 30)
- 1992: Kyōryū Sentai Zyuranger –
  - Dora Skeleton (odc. 2),
  - Dora Goblin (odc. 7),
  - Dora Ladon (odc. 13),
  - Dora Chimaera (odc. 44)
- 1994: Ninja Sentai Kakuranger – Umibouzu (odc. 23)
- 1995: Chōriki Sentai Ohranger – Bara Tarantula (odc. 29)
- 2000: Mirai Sentai Timeranger – Saboteur Mayden (odc. 37)
- 2002: Ninpū Sentai Hurricanger – Island Ninja Girigrigaishi (odc. 17)